# Рокотов, Ян Тимофеевич
 Ян Тимофе́евич Ро́котов  (7 августа 1927 — 16 июля 1961) — советский фарцовщик и валютчик.

## Биография
Родился 7 августа 1927 года в Москве. Мать Яна умерла, когда мальчику было всего три месяца. Его отец, большевик Александр Орликов, не занимался воспитанием сына. Когда его командировали для партийной работы на Дальний Восток, он отдал Яна на воспитание своей сестре Еве, которая была замужем за Тимофеем Рокотовым, главным редактором журнала «Интернациональная литература». Она решила дать мальчику фамилию своего мужа, чтобы скрыть еврейское происхождение Яна и облегчить ему жизнь. До конца жизни Ян представлялся как Рокотов и избегал разговоров о своих корнях.
В 1946 году Ян, на тот момент студент юрфака МГУ, был арестован по делу своего одноклассника Джонрида Сванидзе, племянника первой жены Сталина, обвиненного в создании антисоветской молодёжной организации. Дело начали расследовать, но потом поступило указание его прекратить, и Рокотов, которому угрожало до 25 лет лишения свободы, был приговорен к высылке из Москвы. Из столицы он, надеясь на забывчивость органов внутренних дел, не уехал, скрывался, был вторично арестован и получил восемь лет лишения свободы. По воспоминаниям сидевшего с ним в лагере историка Исаака Фильштинского, первое время он жестоко страдал от «прессинга» уголовников, но затем сумел наладить с ними взаимовыгодные отношения и «досиживал» уже вполне благополучно, по лагерным меркам — даже богато. Выйдя на свободу в середине 1950-х гг., он быстро оценил возможности, которые открывала скупка иностранной валюты, особенно золотых монет.

## Аресты
Впервые был арестован в 1946 году, будучи студентом-юристом. Во время обыска бежал из собственного дома через окошко туалета, после чего решился появиться в доме следователя по особо важным делам Прокуратуры СССР Льва Шейнина, чья жена приходилась ему родственницей, чтобы попросить денег. Получив деньги, уехал на юг СССР. Был объявлен во всесоюзный розыск и арестован в 1947 году.. Приговорён к 8 годам заключения по ст. 58 Уголовного кодекса РСФСР, к которой была добавлена ст. 313 «За побег из места заключения» Уголовного Кодекса РСФСР, хотя в момент первой попытки ареста ещё не был осуждён. В лагере был распределён в режимную бригаду, работал на лесоповале, подвергался постоянным избиениям уголовниками за невыполнение нормы, что привело к потере памяти и тяжёлому психическому состоянию. В 1954 году дело было пересмотрено Центральной комиссией по пересмотру дел граждан, осуждённых за политические преступления, Рокотов был освобождён с полной реабилитацией и восстановлен на втором курсе института. Однако учиться дальше не пожелал, бросил институт и начал подпольный валютный промысел.
В 1960 году был вновь арестован за крупные валютные спекуляции. Совместно с друзьями — Владиславом Файбишенко по кличке Владик (Червончик) и Дмитрием Яковлевым по кличке Дим Димыч — организовал сложную систему посредников для скупки валюты и импортных вещей у иностранных туристов. При задержании у Рокотова был изъят чемодан, в котором хранились валюта, золотые монеты и советские деньги на общую сумму 1,5 млн долларов США. Позднее суд установил, что «Рокотов скупил и перепродал валюты и золотых монет на сумму свыше 12 миллионов рублей, а Файбишенко скупил и перепродал валюты на общую сумму около 1 миллиона рублей (в старых денежных знаках)».

## Дело Рокотова — Файбишенко — Яковлева
В 1961 году первый секретарь ЦК КПСС Никита Хрущёв ездил в Западный Берлин, где во время встречи с немецким представителем ему заявили, что такого чёрного рынка как в Москве нет нигде в мире.
Вернувшись в Москву, Хрущёв приказал рассмотреть все дела про фарцовщиков и валютчиков. На пленуме ЦК он зачитал обращение рабочих Ленинградского металлического завода, «возмущённых мягкостью приговора» к тому времени отбывающим 8-годичный срок наказания Рокотову, Файбишенко и Яковлеву. Хрущёв заявил: «Это же настоящие враги, а вы им всего по восемь лет? За такие приговоры самих судей судить надо!».
Дело Рокотова было пересмотрено, и суд назначил новое наказание — 15 лет лишения свободы.
После изданного в спешном порядке указа «Об усилении уголовной ответственности за нарушение правил валютных операций» состоялся третий пересмотр дела. Рокотова, Файбишенко и Яковлева приговорили к расстрелу по закону, принятому после совершения деяния. Все кассационные жалобы были отклонены, и приговор был приведен в исполнение в Бутырской тюрьме. 

## Факты
У Яна Рокотова были отношения с Валентиной (Лялей) Дроздовой (1933—2014), которая в свое время была гражданской женой Л. П. Берии.
В 2003 году «Известия» опубликовали воспоминания одного бывшего сотрудника КГБ, работавшего в 1980-е годы в ГДР. Он рассказывал про В. Путина, с которым он тогда вместе служил, и, в частности, про случайно зашедший разговор о «деле Рокотова». Путин тогда заметил: «Эти валютчики пошли на преступление, зная, что в худшем случае отсидят по десять лет».
В 2013 году, практически спустя пятьдесят лет после событий расстрела 1961 года, в Нью-Йорке (США) эмигрантами из разных стран мира, в том числе и бывшего СССР, была основана компания Rokotov & Fainberg по производству джинсов. Автором идеи и основателем компании Rokotov & Fainberg является кинопродюсер Виталий Ализиер. Примечательно название линии моделей, они подразделяются по цифрам, стартовая классического пошива модель носит номер 88, это номер статьи Уголовного кодекса РСФСР 1960 года «Нарушение правил о валютных операциях».
В 2017 году в Америке была отчеканена памятная монета один рокотов, масса монеты составляет одну унцию серебра 999-й пробы. Интересный факт: монета была заявлена 7 августа 2017 года, что совпадает с днем рождения Яна Рокотова. На лицевой стороне монеты изображён фарцовщик в джинсах и ковбойских сапогах, на левом сапоге гравировка — буквы R, на правом — F, заглавные буквы компании Rokotov & Fainberg и надпись — ROKOTOFF ниже — 1961, слева выгравирована 1 Oz, справа выгравирована бабочка. Изображение «бабочки» имеет символическое значение, на сленге валютчиков «бабочка» обозначала 88-ю статью Уголовного кодекса РСФСР 1960 года. В момент открытия торгов на сайте компании Rokotoff монеты были заявлены по символической цене 33 доллара США. Каждая последующая купленная монета прибавляла в стоимости 33 доллара США. Автором памятной монеты один рокотов выступил владелец компании Rokotov & Fainberg, Виталий Ализиер.
В октябре 2018 года на телеканале Россия Культура вышел фильм «Свинцовая оттепель 61-го. Дело валютчиков» в котором показывают историю Яна Рокотова и как его товарищам удалось заработать миллионы. Что заставило их преступить закон, рискуя свободой и — как выяснится потом — жизнью. А также в фильме говорят о создании бренда Rokotov & Fainberg в Соединенных Штатах Америки и почему это так важно.[значимость факта?]

## Открытое письмо Сахарова
В сентябре 1977 года Андрей Сахаров обратился с письмом в организационный комитет по проблеме смертной казни, в котором выступил за отмену её в СССР и во всём мире.
Отрывок из выступления, в котором он затрагивает дело Яна Рокотова:

…"Я особо хочу обратить ваше внимание на то, что в СССР смертная казнь назначается за многие преступления, никак не связанные с покушением на человеческую жизнь. Многим памятно, например, дело Рокотова и Файбишенко, обвиненных в 1961 году в подпольной торговле драгоценностями и незаконных валютных операциях. Президиум Верховного Совета принял тогда закон, предусматривающий смертную казнь за крупные имущественные преступления, когда они уже были присуждены к тюремному заключению. Состоялся новый суд, и задним числом — что нарушает важнейший юридический принцип — их приговорили к смерти. А затем по этому и аналогичным законам были осуждены многие, в частности за частнопредпринимательскую деятельность, за организацию артелей и т. п. В 1962 году был расстрелян старик, изготовивший несколько фальшивых монет и зарывший их во дворе". Прочитано на симпозиуме, организованном Международной амнистией в декабре 1977 года

## Высказывания известных людей о деле Рокотова
«Инстинкт предпринимательства у Рокотова очень развит. Все его за это порицают, а я восхищаюсь! Если бы он оказался где-нибудь в капиталистической стране, то он был бы мультимиллионером».
Исаак Фильштинский, российский и советский историк, литературовед, востоковед, арабист.

«Мне совершенно не известны эти люди, знаю о них лишь из сообщений печати. Однако совершенно убежден сам, думаю, и большинство людей - так же, что это кровавое наказание не может быть оправдано никакими соображениями морального или государственного порядка в стране. Их смерть не пополнит запасы Госбанка. Помилуйте их. Месть — не оружие Советского строя».
Лев Голубых, кандидат наук, врач. Из письма Хрущеву 1961 год.

«Общество должно дать этому событию оценку даже спустя годы, это один из важнейших элементов покаяния. За такое беззаконие руководство страны нужно судить посмертно, чтобы другим неповадно было. Представление о нас формируется из таких эпизодов».
Гарегин Тосунян, российский банкир, президент Ассоциации российских банков.

«Рокотов был крупнейшим бизнесменом, который сумел организовать торговлю валютой и импортной одеждой в СССР, банкиры Германии считали, что он заслуживает Нобелевской премии».
Владимир Долинский, заслуженный артист России.'

## В литературе
- Книга «Мы шагаем под конвоем». Автор — Исаак Фильштинский, 1994 год[21]
- Книга «Двигая товар на улице Горького». Автор — Юрий Брохин, издана в 1975 г. издательством “Dial Press” Оригинальное название книги «Hustling on Gorky Street : sex and crime in Russia today»[22]

## Документальные фильмы
- Вести. Ru: Хроника одной казни. Хрущев против Рокотова
- ТВ Центр. Советские мафии. Расстрел Косого.
- Фильм Свинцовая оттепель 61-го. Дело валютчиков
- Тайные знаки. Смерть по курсу доллара

## Художественные фильмы
- Фарца, 2015 год, Россия, телесериал, 8 серий, в роли Яна Рокотова Евгений Цыганов